# Savin de Cerisier
Pour les articles homonymes, voir Saint Savin et Savin (homonymie).
Savin de Cerisier est un saint martyr d'origine macédonienne qui se serait fixé dans le Poitou, dont la vie est mal connue. Il fut vénéré à Cerisier, aujourd'hui Saint-Savin-sur-Gartempe (Vienne), où il serait mort martyr au Ve siècle avec son frère Cyprien d'Antigny. Leur vie a été influencée et confondue avec celle de leurs homonymes de Brescia : voir Saint Savin. Sa fête est le 11 juillet.

## Hagiographie
Saint Savin et son frère saint Cyprien auraient vécu au Ve siècle et auraient été originaires peut-être de Macédoine où ils étaient persécutés et auraient vécu un temps en Gaule lyonnaise (Bresse actuelle) ; Savin aurait été moine en Poitou, probablement au monastère de Saint-Martin de Ligugé, se serait retiré sur une île de la Gartempe, avant d'être martyrisé, probablement peu avant son frère et ami saint Cyprien.
Trois cents ans plus tard, les reliques des deux martyrs ont été retrouvées sur les lieux de leur massacre. Badillus, clerc à la cour de Charlemagne, décida de fonder une église et un monastère pour y conserver les précieuses reliques. Ce serait l'origine de l'abbaye de Saint-Savin-sur-Gartempe.
Amâtre, évêque d'Auxerre entre 386 et 418 (qui a fait le voyage en Asie mineure en compagnie de saint Savin, lequel se fixe ensuite dans le Poitou) rapporte des reliques de saint Cyr, offre un bras de saint Cyr à saint Savin.
Les dates de sa vie sont très incertaines et les sources sont contradictoires : il aurait selon les uns vécu au début du Ve siècle, mais d'autres sources datent sa mort de 683, ce qui semble trop tardif (la mort de saint Cyprien est d'ailleurs parfois datée de 526).

## Les traces du culte de saint Savin dans la France actuelle

### Toponymie
- Saint-Savin, ancienne commune française de la Charente-Maritime, intégrée depuis 1830 à Taillebourg
- Saint-Savin, commune française de la Gironde
- Saint-Savin, commune française de l'Isère
- Saint-Savin, commune française de la Vienne

### Nom de famille
Le nom de famille "Savin" est fréquent surtout en Poitou ainsi qu'en Isère et Saône-et-Loire, ce qui correspond approximativement aux lieux où est supposé avoir vécu le "saint Savin" poitevin.

### Le culte de saint Savin de Cerisier
- L'église Saint-Savin de Saint-Savin (Isère) date du XIXe siècle[4].
- L' église abbatiale de Saint-Savin-sur-Gartempe abrite le plus bel ensemble de peintures murales romanes de France, classées par l'UNESCO.
- Saint-Savin (Gironde) honore aussi le "saint Savin" poitevin.
- Saint-Savin (Charente-Maritime) honore aussi le "saint Savin" poitevin. La paroisse se dénomme "Notre-Dame et Sainte-Croix de Taillebourg et Saint-Savin" (commune de Taillebourg).